# Хогерверф, Дилан
Дилан Хогерверф (нидерл. Dylan Hoogerwerf ; род. 9 августа 1995) — нидерландский шорт-трекист, трёхкратный призёр чемпионата Европы по шорт-треку.

## Спортивная карьера
Дилан Хогерверф родился в городе Делфт. Имеет суринамские корни, так как его мать родом из Суринама. Его сестра занималась фигурным катанием, когда он был ребенком. Ему было скучно на катке, поэтому его мать решила отправить его на уроки катания на коньках. Он начал с конькобежного спорта, а в возрасте 9 лет начал заниматься шорт-треком в Гааге. Тренируется на базе клуба «Hardrijvereniging Den Haag» под руководством Йерун Оттера.
Его первый международный дебют состоялся в 2013 году на юниорском чемпионате мира в Варшаве, где в составе мужской эстафеты он занял 8-е место, после чего в течение 2-х лет он также участвовал в юношеских мировых  турнирах, но высоких мест в личном зачёте не занимал. В ноябре 2015 года Дилан дебютировал на Кубке мира в беге на 500 м. Уже через год в ноябре на этапе Кубка мира в Калгари он занял 2-е место в эстафете.
В январе 2017 года Дилан стал чемпионом Нидерландов по шорт-треку на дистанции 1000 м и в общем зачёте многоборья. Он получил международную известность во время выступления на чемпионате Европы в Турине 2017 года. В эстафете голландские конькобежцы с результатом 6:56.809 завоевали золотые медали опередив соперников из России (6:56.889 — 2-е место) и Италии (7:00.168 — 3-е место).
Ещё одной, на этот раз серебряной, завершилось выступление Хогерверфа на этом турнире в забеге на 500 м. С результатом 41.549 он занял второе место, пропустив вперед Шинки Кнегта (41.168 — 1-е место), но обогнав при этом Виктора Ана (41.834 — 3-е место). В феврале на Кубке мира в Минске Дилан выиграл в эстафете золотую медаль, а в начале сезона 2017/18 годов на этапе в Дордрехте завоевал серебро в мужской эстафете.
Следующую золотую медаль в свой актив Хогерверф завоевал на чемпионате Европы по шорт-треку 2018 года в немецком городе — Дрезден. На эстафете на 5000 м голландские конькобежцы с результатом 6:36.198 завоевали золотые медали, опередив соперников из России (6:36.273 — 2-е место) и Венгрии (6:36.348 — 3-е место)
На зимних Олимпийских играх 2018 Хогерверф участвовал в забеге на 500 м и занял 11-е место. В январе 2019 года на чемпионате Нидерландов он занял 3-е место на дистанции 1500 м и стал 6-м в общем зачёте. На чемпионате Европы в Дордрехте в многоборье стал только 26-м, а в марте на чемпионате мира в Софии поднялся на 32-е место в личном зачёте многоборья и на 5-е место в эстафете.
В декабре 2019 года на кубке мира в Шанхае Хогерверф завоевал золотую медаль в составе смешанной эстафеты. В начале 2020 года выиграл серебряную медаль в мужской эстафете на чемпионате Европы в Дебрецене и занял 3-е место в эстафете на этапе Кубка мира в Дрездене. В 2021 году Дилан выиграл национальный чемпионат Нидерландов в общем зачёте, следом завоевал золотую медаль в эстафете на чемпионате Европы в Гданьске и занял 13-е место в многоборье.
В марте 2021 года на чемпионате мира в Роттердаме он занял 4-е место в беге на 500 м и суперфинале на 3000 м, а также занял 8-е место в общем зачёте. В ноябре выиграл золото в смешанной эстафете на этапе Кубка мира в Дордрехте. В январе 2022 года он отобрался одним из последних на олимпиаду и в феврале на зимних Олимпийских играх в Пекине вновь участвовал только на дистанции 500 м, где занял 28-е место.

## Личная жизнь
Дилан Хогерверф имеет прозвище «Чуранди» по аналогии с атлетом — Чуранди Мартиной. Он изучает графический дизайн в колледже Фрисландии в Херенвене. В свободное время занимается музыкой, специализируясь на написании треков в стиле транс. После завершения спортивной карьеры планирует стать диджеем.